# Decaisnina brittenii
Decaisnina brittenii là một loài thực vật có hoa trong họ Loranthaceae. Loài này được (Blakeley) Barlow mô tả khoa học đầu tiên năm 1966.